# George Lichtheim
George Lichtheim (ur. 1912, zm. w kwietniu 1973) – amerykański historyk idei, badacz dziejów marksizmu, biograf Györgya Lukácsa.
Stał się znany szerokiej publiczności w 1961 wraz z publikacją książki Marxism. Jego książki zostały przetłumaczone na wiele języków świata (głównie na niemiecki i hiszpański). Zmarł śmiercią samobójczą.

## Najważniejsze prace
- The Pattern of World Conflict (1955)
- Marxism (1961)
- Marxism; An Historical And Critical Study (1964)
- Marxism in modern France (1966)
- The Concept Of Ideology, And Other Essays (1967)
- The Origins Of Socialism (1969)
- A Short History Of Socialism (1970)
- George Lukács (1970)
- Imperialism (1971)
- From Marx To Hegel (1971)
- Europe In The Twentieth Century (1972)
- Collected Essays (1973)